# باتريشيا بيرغن
باتريشيا بيرغن (بالإنجليزية: Patricia Bergin) هي قاضية أسترالية، ولدت في 13 يونيو 1949 في سيدني في أستراليا.